# Atlanga

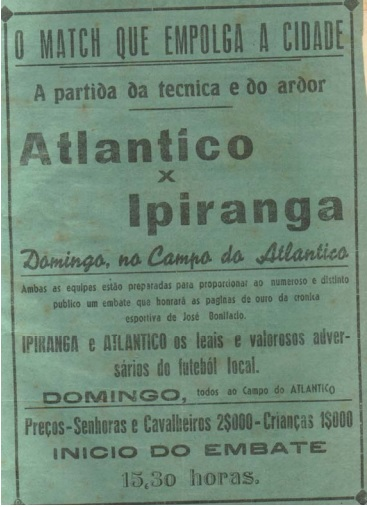
Cartaz anunciando um confronto entre as equipes do Ypiranga e do Atlântico em 1939.

O Atlanga foi um clássico de futebol da cidade de Erechim, Rio Grande do Sul. Era disputado entre as equipes do Ypiranga de Erechim e do Atlântico. O clube rubro-verde leva vantagem no número de vitórias do confronto. Os confrontos entre as agremiações eram considerados os maiores marcos esportivos da época, sendo alvos de divulgação através de cartazes nas vias, e realizados no estádio do Ypiranga com o objetivo de maior lucro financeiro. A diferença entre a qualidade técnica dos dois times comparada a dos outros participantes do campeonato citadino foram alvos de debates dos jornais da época.

## História
O primeiro confronto entre as equipes foi realizado no dia 5 de setembro de 1937, em uma partida válida pelo Campeonato Citadino de Erechim, vencida pela equipe do Atlântico pelo placar de 2–1. Como o Ypiranga havia derrotado o 14 de Julho no jogo anterior, as duas equipes fizeram a final do campeonato, com o Atlântico triunfando novamente, desta vez por 3–1. A primeira vitória do Ypiranga decorreu na edição do ano seguinte, pelo placar de 2–1.[carece de fontes?] A imprensa erechinense noticia que um dos clássicos mais memoráveis entre as equipes ocorreu em 12 de novembro de 1961, no qual o Atlântico venceu o Ypiranga de virada por 2–1 com oito jogadores em campo. O jogador Índio, autor do gol da vitória no referido jogo, é considerado o destaque rubro-verde do confronto; pelo lado do Ypiranga, o atacante Pedruca é lembrado como um dos maiores artilheiros.
A única vez em que o clássico foi disputado em uma competição da Federação Gaúcha de Futebol foi durante o Campeonato Gaúcho de Futebol de 1971, onde o Ypiranga venceu pelo placar de 2–0.[carece de fontes?] O último Atlanga foi realizado no dia 25 de novembro de 1976, no estádio Colosso da Lagoa, vencido pelo Atlântico por 3–1; em janeiro do ano seguinte, o Atlântico encerrou o departamento de futebol profissional. Em agosto de 1981, as equipes voltaram a se encontrar no Campeonato Regional Cinquentenário de Carazinho, mas desta vez com o Atlântico formado por atletas amadores; a partida encerrou em 0–0.